# Siágrio
Siágrio (430–486/487) era filho de Egídio, o último mestre dos soldados da Gália (magister militum per Gallias) romano que manteve um governo no atual norte da França como duque a partir da morte de seu pai em 464, o chamado Reino de Soissons, autônomo após o colapso do governo central do Império Romano do Ocidente. Em 476, após o esciro Odoacro destronar o imperador romano Rômulo Augústulo, Siágrio se negou a reconhecer Odoacro como imperador, introduzindo assim a sua província independente de facto.
Manteve boas relações com os francos sálios a princípio, mas após a morte de seu aliado Quilderico I em 481, o filho deste, Clóvis I, passou a expandir‐se em direção a seus domínios. Siágrio foi destronado em 486, quando seu reino foi finalmente destruído pela expansão territorial de Clóvis. Tendo sido derrotado na sua capital na Batalha de Soissons, Siágrio buscou refúgio com Alarico II, rei dos visigodos, baseado em Tolosa. Mas em vez disso, Alarico, ameaçado de guerra pelos francos sálios, fez dele prisioneiro e o enviou para Clóvis, que o assassinou em 487, apunhalado secretamente de acordo com Gregório de Tours. 

## Legado

Reino de Siágrio

Seu regime representou o último exemplo registrado de uma autoridade nativa galo-romana na Gália: de fato ele era conhecido pelos bárbaros germânicos como "Rei dos Romanos", ainda que se compreendesse como mero duque de uma província romana, a despeito de seu não reconhecimento de Odoacro como imperador.
Apesar da morte brutal de seu patriarca, a gens de Siágrio evidentemente prosperou sob domínio franco. Gontrão de Borgonha enviou um Conde Siágrio em missão diplomática ao Império Bizantino em 585. Uma Siágria fez uma grande doação de terras aos monges da Abadia de Novalesa em 739. O último Siágrio conhecido foi abade em Nantua no século VIII.